# Línea 24 de TMB
La línea 24 es una línea regular de autobús urbano de la ciudad de Barcelona, gestionada por la empresa TMB. Hace su recorrido entre la Pl. Cataluña y El Carmel, con una frecuencia en hora punta de 6 a 7 minutos.

## Horarios[Nota 1]
| 24         | Primer servicio A: Pl. Catalunya | Primer servicio A: El Carmel | Último servicio A: Pl. Catalunya | Último servicio A: El Carmel |
| Laborables | 04:45                            | 05:20                        | 22:20                            | 23:00                        |
| Sábados    | 06:00                            | 06:30                        | 22:20                            | 23:00                        |
| Festivos   | 07:00                            | 07:35                        | 22:20                            | 23:00                        |

## Recorrido[Nota 1]
- De Pl. Catalunya al Carmel por: Pl Catalunya, Rambla Catalunya, Pg de Gràcia, Gran Via, Aragó, Mallorca, Diagonal, Gran de Gràcia, Jesús, Trav de Gràcia, Metro Fontana, Pl Trilla, Lesseps, Trav de Dalt, La Granja, Torrent de les Flors, Camèlies, Pau Alsina, Av Mare de Déu de Montserrat, Sanllehy, Ana María Matute, Pl Sanllehy, Miquel Sants Oliver, C N Catalunya, Park Güell, Ctra del Carmel, Albert Llanas, Pasteur, Mühlberg, Doctor Bové, Gran Vista, Ptge de la Cadernera, Pg de la Font de la Mulassa, Penyal.

- Del Carmel a Pl. Catalunya por: Doctor Bové, Penyal, Baixada Passerell, Conca de Tremp, Ctra del Carmel, Gran Vista, Pl Raimon Casellas, Can Xirot, Pg Josefina Torrens Illas, Ana María Matute, Av Pompeu Fabra, Pl Sanllehy, Trav de Dalt, Riera de Can Toda, CAP Larrard, Verdi, Pl Lesseps, Riera de Vallcarca, Av Riera de Cassoles, Guillem Tell, Via Augusta, Gal·la Placídia, Diagonal, Pg de Gràcia, Rosselló, València, Consell de Cent, Metro Pg de Gràcia, Pl Catalunya, Rambla Catalunya.

## Otros datos
| Prestación               | Disponibilidad en la línea                            |
| ------------------------ | ----------------------------------------------------- |
| Adaptada a               | Sí (Todos los autobuses TMB están adaptados)          |
| TMB iBus                 | Sí (Todos los autobuses TMB disponen de este sistema) |
| Pantallas informativas   | Sí                                                    |
| Línea de tránsito rápido | No                                                    |
| Circula en días festivos | Si                                                    |

## Rutas de autobuses
| Líneas de autobuses que prestan servicio en el Área Metropolitana de Barcelona |               |                  |
| Línea anterior:                                                                | Línea actual: | Línea siguiente: |
| 23 Línea 23                                                                    | 24 Línea 24   | 27 Línea 27      |